# Gerben-Jan Gerbrandy
Gerben-Jan Gerbrandy (né le 28 juin 1967 à La Haye) est un homme politique néerlandais des Démocrates 66.
Il est élu député européen le 4 juin 2009 et réélu le 22 mai 2014.